# RSR 551 … 556 und RSR 601
Die Lokomotiven RSR 551..556 und RSR 601 waren Diesellokomotiven mit dieselelektrischem Antrieb der Thailändischen Staatsbahn
für den Streckendienst.

## Geschichte
Nach ersten guten Erfahrungen mit den von der Schweizerischen Lokomotiv- und Maschinenfabrik gelieferten Rangierlokomotiven mit Dieselantrieb der Reihe RSR 21 beschafften die „Royal State Railways of Siam“ (RSR), zuvor Königliche Eisenbahnabteilung von Thailand – im Bereich der Dieseltraktion Vorreiter im asiatischen Raum – Fahrzeuge für den Streckeneinsatz, um bereits Anfang der 1930er Jahre die Fernzüge in den Norden und Süden auf ihrem Meterspurnetz zu verdieseln. Im August 1929 kam der siamesische Transportminister Prinz Purachatra Kambaengbeja zu einer Studienreise nach Dänemark und zur Firma Frichs. Einem Besuch des siamesischen Chefingenieurs im Folgejahr folgte die Bestellung – zeitgleich mit einer Bestellung über die sechs dieselelektrischen Lokomotiven RSR 501 bis 506 bei der schweizerischen Firma Sulzer. Frichs baute sieben dieselelektrische Lokomotiven sowie sechs Triebwagen, die als RSR RM 11 bis 16 eingereiht wurden.
Sechs der Lokomotiven mit den Fabriknummern 94 bis 99 – vorgesehen für die Schnellzüge Bangkok – Singapore hatten die Achsfolge 2'Do2' und kamen als RSR 551 bis 556 in Dienst. Die siebte Maschine mit der Fabriknummer 100 war als Doppellokomotive für den schweren Güterzugdienst auf den Strecken nach Chiang Mai im Norden und nach Korat vorgesehen. Sie war mit 1600 PS die stärkste Schmalspurlokomotive Asiens und wurde als RSR 601 bezeichnet. Sie gehörte zu ihrer Zeit weltweit zu den stärksten dieselelektrischen Lokomotiven.

## Technik
Frichs sammelte für die Dänische Staatsbahnen seit Ende der 1920er Jahre Erfahrungen mit dem Bau von Streckendiesellokomotiven wie den DSB MV (I) oder als Motorlieferant für die DSB M 101–106. Die elektrische Ausrüstung steuerte die Firma Maschinenfabrik Oerlikon (MFO) bei. Die Fahrzeuge hatten SKF-Rollenlager. Die angetriebenen Achsen waren in einem festen Rahmen montiert. Für die Schnellzugloks war laut Ramaer zunächst die seinerzeitige Höchstgeschwindigkeit von 60 km/h vorgesehen, sie wurden aber für 75 km/h zugelassen. Die Anfahrzugkraft wurde mit 14 500 kg angegeben. Zwei bis auf die unterschiedliche Spurweite baugleiche Lokomotiven fertigte Frichs für die Dänische Staatsbahnen, wo sie die Nummern MX 131 und 132 erhielten, von diesen ist DSB MX 132 museal erhalten geblieben. Die einzeln gelieferte Güterzuglokomotive RSR 601 hatte ein Anfahrzugkraft von 29 000 kg. Sie konnte auf 15-Promille-Rampen Güterzüge von 800 t bewältigen.

## Einsatz
Die Personenzuglokomotiven übernahmen die Traktion des internationalen Express-Zuges, der in den 1920er Jahren von Bangkok an die südliche Landesgrenze  mit Malaysia führte. Noch vor der Übernahme durch die Frichs Diesellokomotiven verkehrte der Zug zweimal die Woche und wurde bis Butterworth (Malaysia) auf dem Festlandteil des malaysischen Bundesstaats Penang verlängert. Von dort gab es Verbindungen in Richtung Kuala Lumpur, zur Insel Penang und den P&O-Dampfschiffen nach Europa. Der Luxuszug bestand aus bis zu 13 Wagen und führte Schlaf- und Speisewagen.
Nach einer Unterbrechung während des Zweiten Weltkrieges wurde die Verbindung 1954 wieder aufgenommen und zusätzlich ein Kurswagen bis Kuala Lumpur geführt. Er war weiterhin von Diesellokomotiven geführt.
Alle Maschinen wurden 1951 von der SRT übernommen. In den 1950er Jahren erhielt A/S Frichs nochmals eine größere Ersatzteilbestellung. Aufgrund des Ausbleibens weiterer Lieferungen für den Streckendienst in Folge des Zweiten Weltkrieges waren sie sehr in Anspruch genommen und wurden bis Anfang der 1960er Jahre fast alle ausgemustert und verschrottet. Nur die Güterzuglokomotive war bis Anfang der 1960er betriebsfähig und wurde 1964 ausgemustert.
RSR 555 blieb erhalten und wurde als Denkmal südlich des King Mongkut Memorial Park of Science and Technology im Landkreis Amphoe Mueang Prachuap Khiri Khan der Provinz Prachuap Khiri Khan aufgestellt.
RSR 601 stand Jahrzehnte beim Betriebswerk im Bezirk Bang Sue in Bangkok abgestellt und war für das neue Eisenbahnmuseum im ehemaligen Bahnhof Hua Lamphong vorgesehen.
Die  Identität  der RSR 555 ist nicht ganz klar. Das Exponat trägt das Fabrikschild der Frichs Lokomotive mit der Fabriknummer 98. Andere Quellen geben aber RSR 556 als Betriebsnummer an, da die Reihenfolge der Seriennummer nicht zwangsläufig mit der Reihenfolge der Betriebsnummern übereinstimmen muss und bis jetzt nicht lückenlos dokumentiert ist, welche Maschine in den 1960er Jahren requiriert wurde.